# 奇美延伸線
奇美延伸線，為高雄捷運曾規劃路線之一，現已取消規劃，預定設置7個車站（含大湖站），採標準軌距重運量系統，經大湖站與既有之紅線直通行駛營運，全長7.05公里。由於岡山路竹延伸線中的大湖站，與臺南市僅隔二仁溪。2015年，臺南市政府、高雄市政府合意延伸至臺南，避開臺鐵縱貫線，經由車路墘，終點擬設在奇美博物館，與計畫中的台南捷運單軌環狀線相互轉乘。後來在高雄、台南雙城論壇中，決定改由台南捷運紅線延伸到大湖，因此本路線取消規劃。

## 沿革
由於岡山路竹延伸線中的大湖站，與臺南市僅隔二仁溪。2015年，臺南市政府、高雄市政府合意延伸至臺南，避開臺鐵縱貫線，經由車路墘、奇美博物館及臺南機場。終點擬設在大同路與中華東路口，與計畫中的台南捷運相互轉乘。但此案推行之初，一直沒有後續規劃。
直至2016年2月高雄市政府捷運工程局官網公布了「奇美延伸線」（代號CM）。起點為岡山路竹延伸線的大湖站（車站編號：RK8/CM1），沿省道台1線以高架方式佈建，經湖內區、台南市仁德區，橫跨86快速道路後在奇美博物館主要入口處結束，路線全長7.05公里，共7座車站，其中高雄市與臺南市各自負責轄內的路線規劃及車站建設。然而，本路線係高雄捷運路網中之後期路網，且未經行政院核准，因此為不確定路線。
台南市政府交通局長林炎成2018年5月7日表示，交通部在5月初預算審議會議中，已把優先路網藍線、藍線延伸線、綠線及紅線，也就是高捷大湖站北延至藍線，在2019年及2020年都有編列綜合規畫費1年2千萬，來進行整體綜合評估。
高捷延伸至台南，分為奇美延伸線及沙崙延伸線兩案，奇美延伸線由台南奇美博物館延伸至高雄大湖站，沙崙延伸線則由高雄大湖站延伸至台南沙崙站。吳義隆說，奇美延伸線由南市負責；沙崙延伸線則由高市負責，雙方已成立小組共同討論規劃。南市府日前表示，奇美延伸線經台南機場、車路墘等，並向南延伸至高雄大湖站，已針對此路線拜會交通部，並完成可行性研究，近日將送中央審議。

## 車站
| 路線                                                            | 路線 | 編號 | 名稱         | 名稱 | 站體型式 | 所在地 | 所在地 | 交會路線 |
| 路線                                                            | 路線 | 編號 | 中文         | 英文 | 站體型式 | 所在地 | 所在地 | 交會路線 |
| --------------------------------------------------------------- | ---- | ---- | ------------ | ---- | -------- | ------ | ------ | -------- |
| 奇美延伸線 除已通車路段的站名外，其餘中、英文站名皆為暫定名稱。 |      |      |              |      |          |        |        |          |
| 台 南 段                                                        |      | CM05 | 嘉南藥理大學 |      | 未       | 台南市 | 仁德區 | 紅線     |
| 高 雄 段                                                        |      | CM04 | 湖內國中     |      | 未       | 高雄市 | 湖內區 | 不適用   |
| 高 雄 段                                                        |      | CM03 | 牛蹄寮       |      | 未       | 高雄市 | 湖內區 | 不適用   |
| 高 雄 段                                                        |      | CM02 | 田尾         |      | 未       | 高雄市 | 湖內區 | 不適用   |
| 高 雄 段                                                        |      | CM01 | 大湖國小     |      | 未       | 高雄市 | 湖內區 | 不適用   |
| ↓預定接續 紅線岡山路竹延伸線直通行駛                            |      |      |              |      |          |        |        |          |

## 外部連結
- 高雄市政府捷運局捷運計畫（页面存档备份，存于）